# Antebellum
Antebellum és una pel·lícula de thriller estatunidenca del 2020 escrita i dirigida per Gerard Bush i Christopher Renz en els seus debuts com a director. La pel·lícula és protagonitzada per Janelle Monáe, Eric Lange, Jena Malone, Jack Huston, Kiersey Clemons i Gabourey Sidibe, i segueix una dona afroamericana del segle xxi que es desperta i es troba misteriosament en una plantació d'esclaus del sud dels Estats Units de la qual ha d'escapar. S'ha doblat i subtitulat al català.
Antebellum es va estrenar als Estats Units a la carta el 18 de setembre de 2020 i en sales d'altres països. La pel·lícula va rebre comentaris en diversos sentits per part de la crítica, que va analitzar la representació de la violència a la pantalla.